# Volkswagen Golf II
Pour l’article homonyme, voir Volkswagen Golf.
La Volkswagen Golf II est une berline compacte du constructeur automobile allemand Volkswagen produite de 1983 à 1992.

## Historique
Après la Golf 1, la nouvelle Golf deuxième génération est présentée en Allemagne en automne 1983. Et remplacée par la Golf III en 1992. 

### 1984
Janvier 1984 : une nouvelle Golf 2 « GTI Diesel » est disponible. Il s'agit de la Golf GTD : une Turbo-Diesel avec l'esthétique de la GTI (1 600 cm3 développant 70 ch et une vitesse max d'environ 160 km/h). 
Mars 1984 : la nouvelle Golf GTI arrive sur le marché français. Elle a été entièrement redessinée, possède une carrosserie plus spacieuse, un empattement différent, des suspensions et une direction modifiées. Le moteur est celui de l'ancienne GTI 1800 (1 800 cm3 développant 112 ch pour une vitesse max de 191 km/h). Au niveau du freinage, elle reçoit des freins à disques à l'arrière. Le tout à 75 250 F. 
Août 1984 : les marchés allemand et américain équipent les motorisations essences d'un pot catalytique. 
Octobre 1984 : arrivée de la Jetta GT. Elle utilise le même moteur que la Golf GTI. Elle se distingue de la Golf par sa calandre à phares rectangulaires ainsi que l'arrière avec son coffre arrière (4 portes au lieu de 5), ce sont les seules différences esthétiques.

### 1985
Janvier 1985 : la Golf GTI dispose désormais d'une calandre 4 optiques de série, de baguettes de protection de bas de caisse, de jantes en tôles 14' et d'une nouvelle sellerie. 
Mars 1985 : le cap des 7 000 000 exemplaires est passé (tous modèles confondus).
L'été 1985 est marqué par l'arrivée d'une version encore plus sportive que la GTI. Il s'agit de la Golf GTI 16S (1 800 cm3 développant 139 ch). Cette GTI 16S est entièrement construite par la firme Volkswagen contrairement à son ancêtre la Golf 1.6 Oettinger qui était le fruit du préparateur du même nom. La culasse du moteur est totalement différente. Au niveau de la distribution, l'entraînement s'effectue par une courroie et une chaîne. La « GTI 16S » dispose de suspensions abaissées (1 cm de moins que la 8S) d'un allumage électronique intégral et d'un pot d'échappement avec une double sortie.
La Golf GTI 16S dispose des vitres électriques à l'avant et du verrouillage centralisé des portes. Son prix est de 105 500 F (3 portes) et 109 550 F (5 portes)
En option : 
- banquette arrière rabattable séparément : 2 195 F
- lave-phares : 1 475 F
- direction assistée : 5 130 F
- rétroviseurs électriques chauffant : 2 470 F
- toit ouvrant mécanique : 3 315 F

### 1986
Avril 1986 : la Golf II GTI 16S est commercialisée en 5 portes et en 3 portes. 
Août 1986 : une Golf (4 roues motrices) est commercialisée, il s'agit de la Golf syncro (90 ch, 1 800 cm3 catalysée)

### 1987
Mars 1987 : la Golf GTI 8S reçoit un système d'allumage et d'injection électronique Digifant ; ce système permet de réduire la consommation de carburant. Le type moteur qui était EV devient PB. 
Avril 1987 : la Jetta GT 16S est commercialisée. 
Juillet 1987 : tous les modèles reçoivent quelques modifications esthétiques :
- nouvelle calandre 4 barrettes pour la Golf, 3 barrettes pour la Jetta.
- le sigle VW de la calandre est agrandi.
- le sigle rond VW est disposé au milieu de la jupe arrière et le nom du modèle se trouve du côté droit.
- le déflecteur fixe sur les vitres avant est supprimé, les rétroviseurs extérieurs sont déplacés vers l'avant.
- les sièges disposent de nouveaux revêtements avec des tissus carreaux sport.
- les commandes au volant sont revues.
- les baguettes latérales sont plus larges.
- le volant est revu.
- les laves glaces disposent de 2 jets chacun.

Le système de freinage ABS est désormais disponible en option sur tous les modèles.
La Jetta GT 16s est baptisée Jetta GTX. 
Décembre 1987 : une version « plus économique » de la Golf GTI arrive sur le marché français. Cette nouvelle version nommée Golf Cup, limitée en équipement (pas de fermeture centralisé, pas de vitres électriques ni de direction assisté), se distingue par le logo « Cup », un pied central entre les vitres latérales de couleur noire avec 3 bandes rouge, bleue et verte et des enjoliveurs spécifiques (décorations tricolores : rouge, bleu, vert). Elle n'est disponible qu'en 3 portes et 5 couleurs : blanc, noir, rouge, bleu métallisé et gris métallisé pour un prix de base de 86 300 F

### 1988
Février 1988 : une nouvelle version limitée de Golf GTI 16S est produite à 1 200 exemplaires. Il s'agit de la Golf 16S Match.

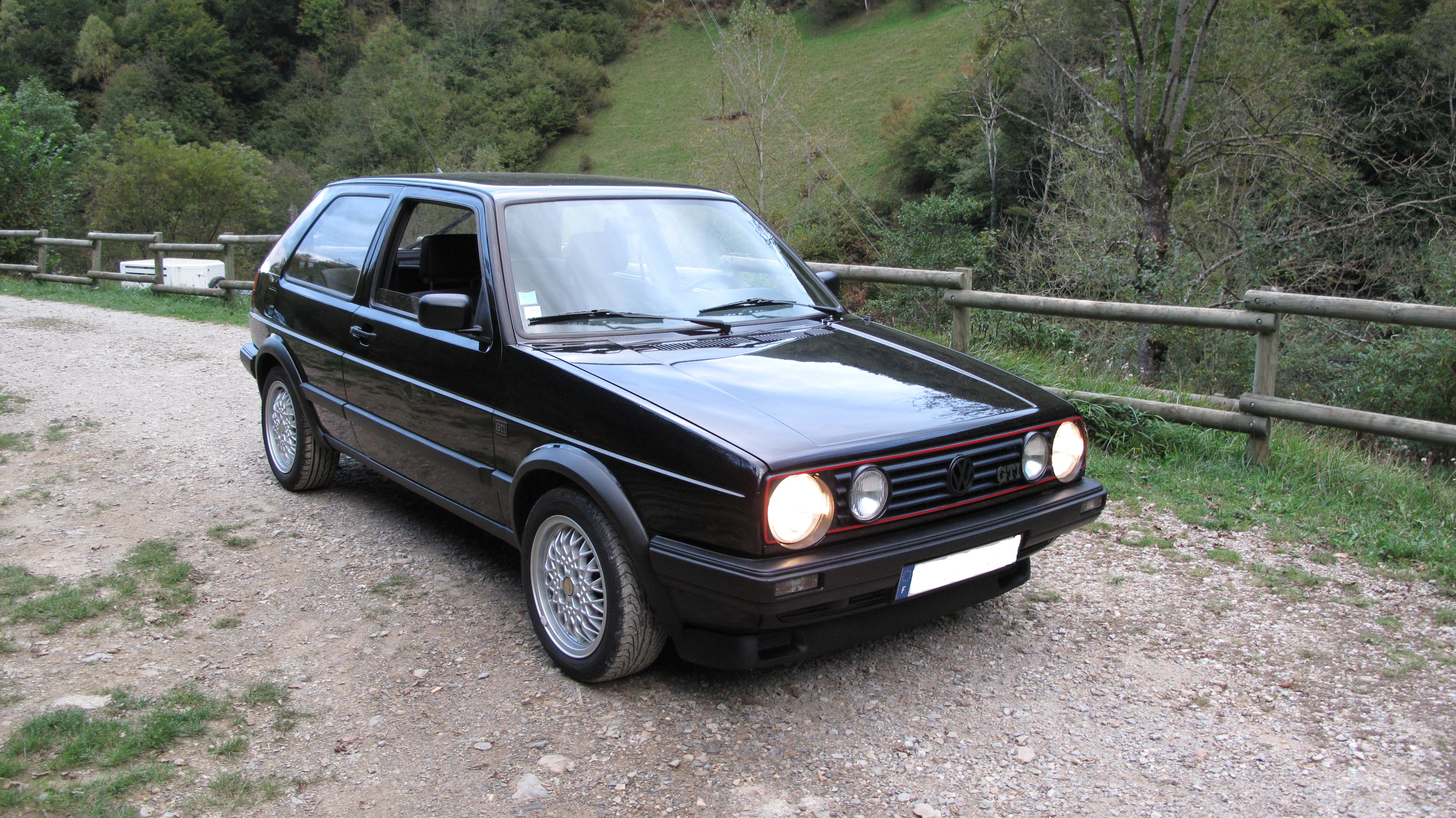
Golf 2 Gti AM 1989 avec équipement extérieur de la série spéciale « Match »

Elle se distingue par un équipement spécifique :
- des jantes aluminium BBS 15' avec des pneus en 185/55 VR15,
- un toit ouvrant mécanique,
- la direction assistée,Golf 2 Gti AM 1989 avec équipement extérieur de la série spéciale « Match »

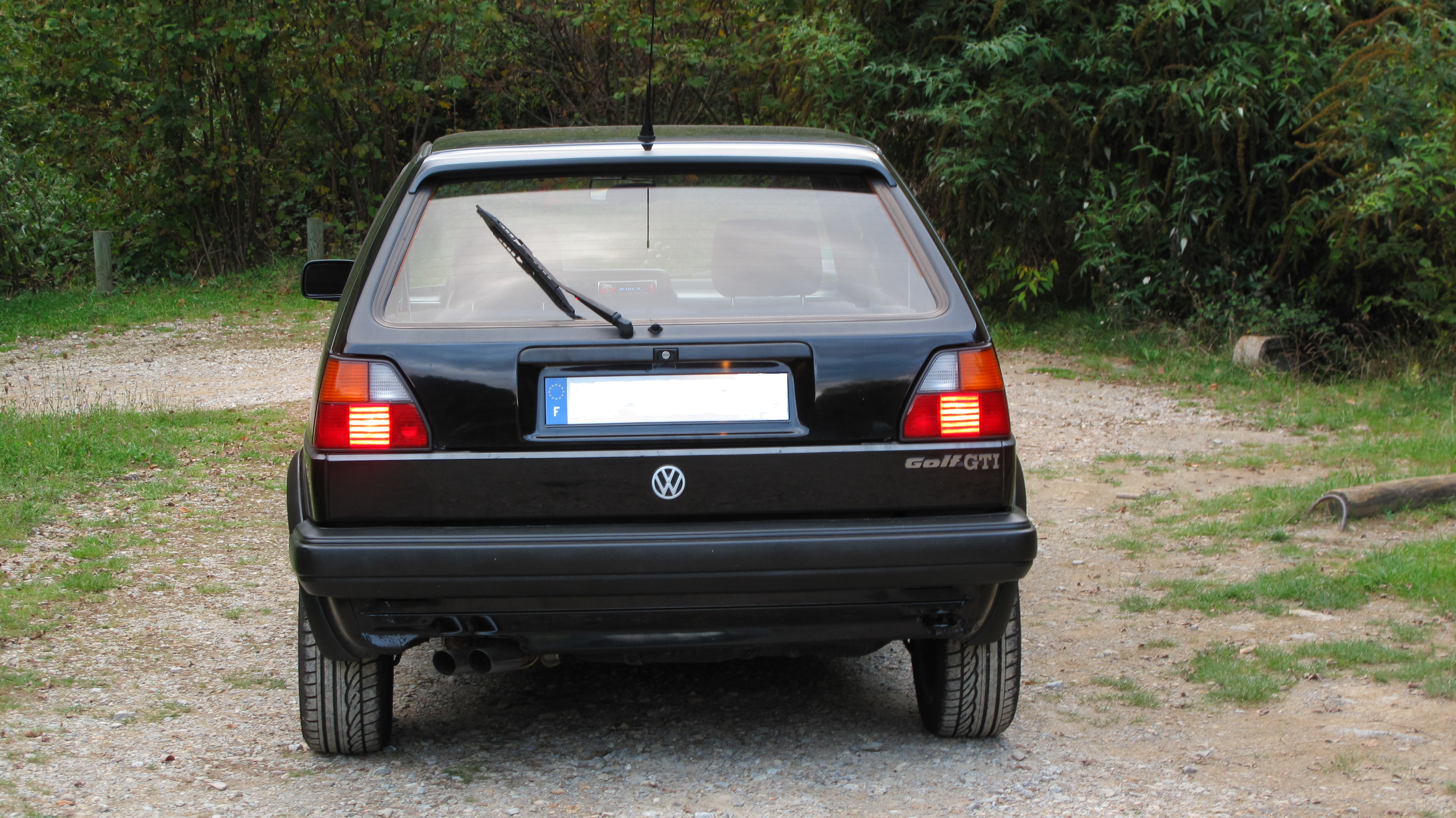
Golf 2 Gti AM 1989 avec équipement extérieur de la série spéciale « Match »

- un tableau de bord à cristaux liquides nommé Digifiz,
- un volant et pommeau de vitesse en cuir,
- les feux arrière ont leur partie supérieure teintées de noir,
- le sigle 16S est suivi de 3 branches de couleurs,
- un n° de série sur le bas des ailes arrière.

Cette Golf est disponible uniquement en 3 portes et de couleur noire métal pour un prix de 124 950 F. 
Juin 1988 : le cap des 10 000 000 exemplaires est passé (tous modèles confondus).

### 1989
Juin 1989 : commercialisation de la Golf Rallye (5 000 exemplaires). Au niveau mécanique cette Golf dispose d'une transmission intégrale syncro et d'un compresseur G60 qui porte sa puissance à 160 ch. Cette « Super Golf » reçoit quelques modifications esthétiques par rapport à sa petite sœur. Les ailes avant et arrière sont gonflées, les pare-chocs sont de la couleur carrosserie et sont plus enveloppants, les rétroviseurs sont électriques, la calandre dispose d'optiques rectangulaires, et les jantes sont des 15 pouces. À l’intérieur, les bourrelets des sièges, le volant et le pommeau sont en cuir. Elle dispose du système de freinage ABS et de la direction assistée. 

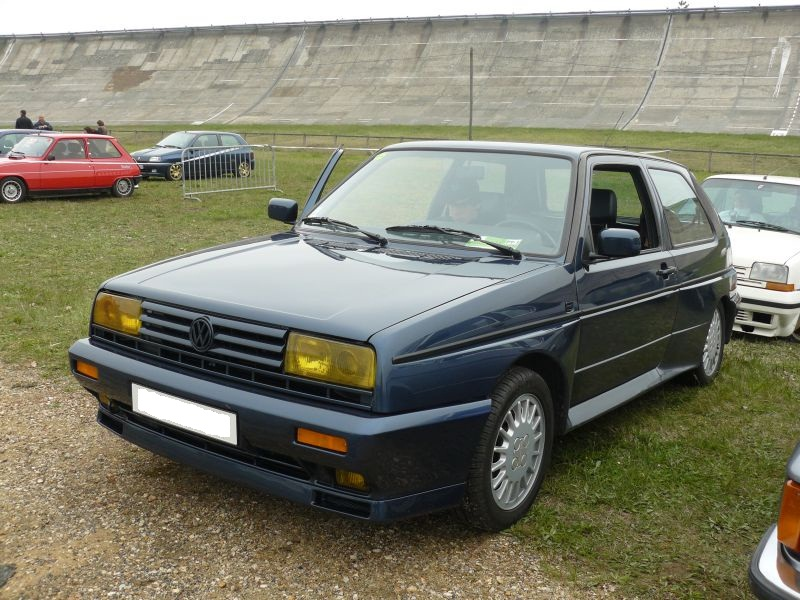
Golf Rallye

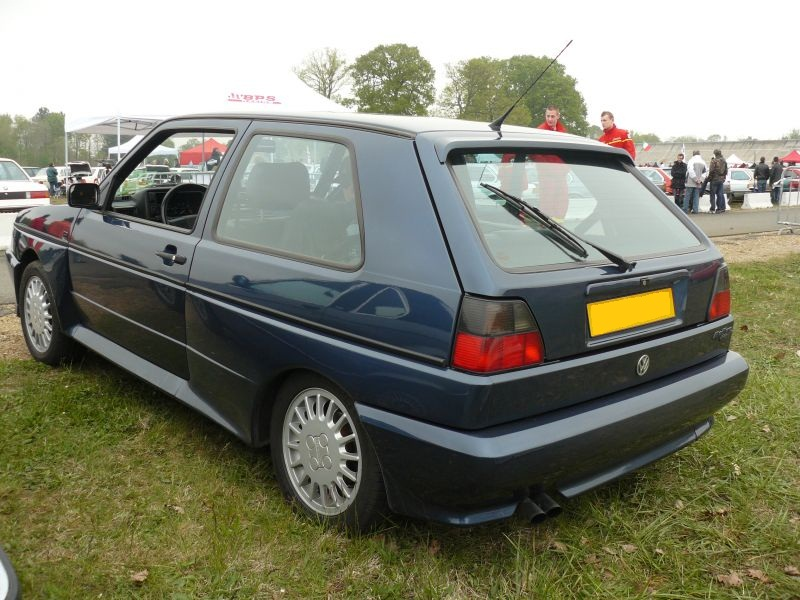
Golf Rallye

Son prix est de 186 700 F (le toit ouvrant reste en option).

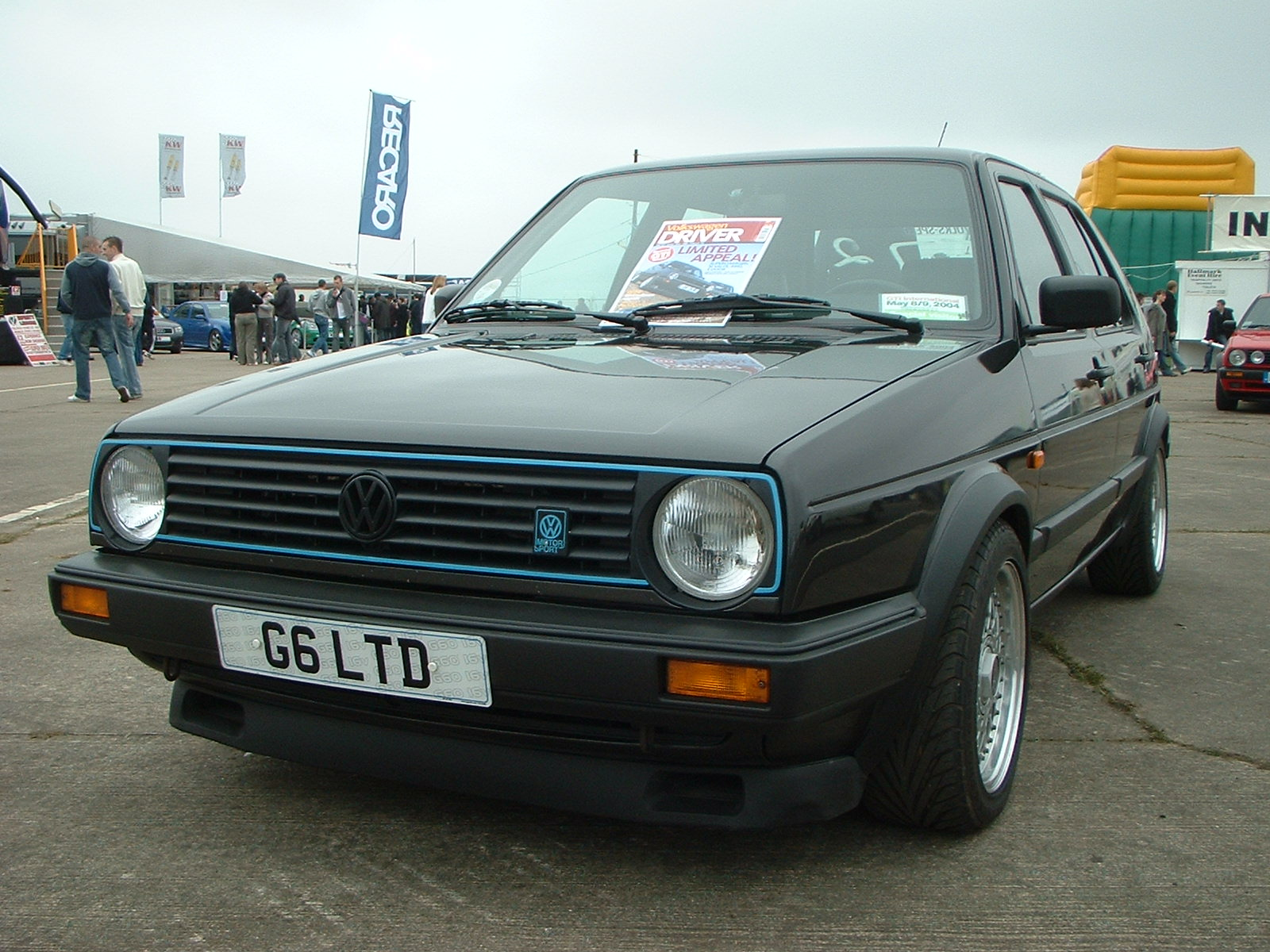
Golf 2 G60 limited

À cette même époque en Allemagne la Golf Limited est présentée. Cette Golf (5 portes) dispose d'un compresseur G60 monté sur une base de moteur 16 soupapes KR (1 800 cm3 développant 210 ch) et d'une transmission intégrale syncro. Elle se distingue par sa couleur unique gris anthracite métallisé (LP9V), des petits pare-chocs de la Jetta US à l’avant et des modèles Euro à l’arrière, d'une calandre 2 phares entourée d'un liseré bleu, d'un toit ouvrant en tôle, d'un intérieur tout cuir avec sièges chauffants et de jantes BBS RM 15". Ce modèle ne disposera jamais de la climatisation, la place sous le capot moteur étant limitée.
Elle ne sera disponible qu'en Allemagne et sera produite par la filiale « compétition » de VW, Volkswagen Motorsport qui réalisera et fabriquera cette Golf en quantité très limitée (71 exemplaires dont un pour des essais). Volkswagen Motorsport proposera également une version encore plus performante de 235 ch.
Sa vitesse maxi est de 231 km/h avec une accélération de 0 à 100 km/h en 7 s env et le 1000 m DA en 27,3 s.
Elle dispose d'une plaque numérotée dans le compartiment moteur. 
Ce sera la Golf la plus rapide avant l'arrivée de la Golf IV R32.
Juillet 1989 : les Golf GTI 8S et 16S sont désormais équipées de boucliers avant et arrière avec antibrouillards intégrés de série, de baguettes latérales plus fines, et de bas de caisses noirs plus enveloppants. Modifications mineures sur le circuit électrique et bouton de Warning déplacé au-dessus du moyeu de direction. 
Août 1989 : la Golf Turbo-Diesel passe de 70 ch à 80 ch avec l'arrivée de l'Intercooler. 
Octobre 1989 : le cap des 11 000 000 exemplaires est passé (tous modèles confondus).

### 1990
Janvier 1990 : commercialisation de la Golf Country (1 800 cm3 développant 98 ch et une vitesse max de 155 km/h).

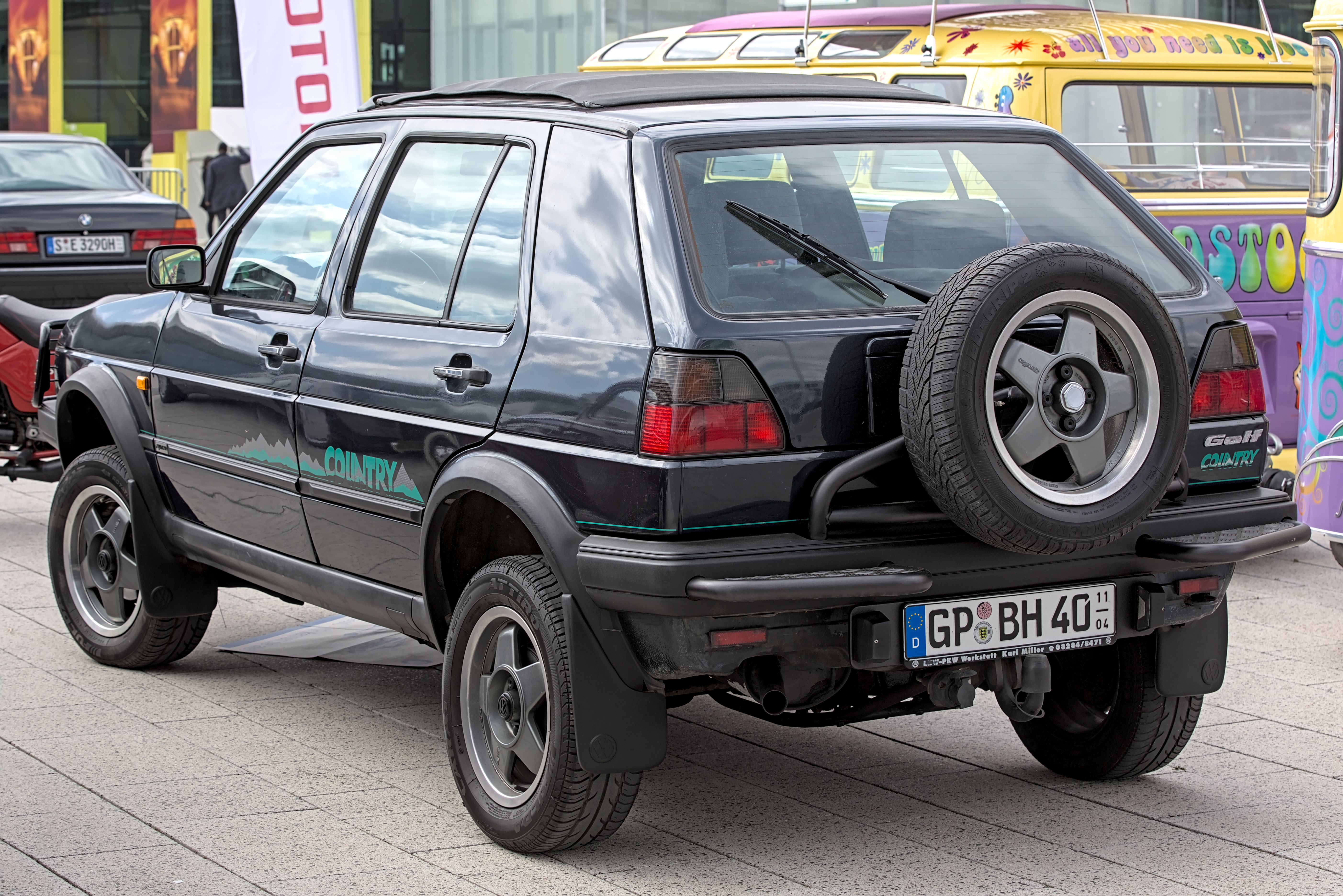
Golf 2 Country

Cette Golf est une Golf syncro à injection et non à carburateur sur laquelle a été greffé un double châssis pour le gain de hauteur de caisse. Elle a été commercialisée de 90 à 91. Certains modèles sont de 92 sur la CG car ils sont restés invendus un moment. Toutes les versions sont sorties avec la même motorisation le 1.8l de 98 ch.
Au niveau couleur elle est disponible en gris, rouge, vert, bleu, blanc. En option on peut obtenir l'intérieur cuir et un toit ouvrant bâché. 
La version de luxe (1 500 exemplaires) « chrompacket » se distingue par :
- sa couleur unique noire,
- un pare-buffle chromé,
- un marchepied arrière chromé,
- un intérieur cuir beige,
- des marchepieds latéraux chromés,
- la housse de roue de secours chromée,
- un toit ouvrant panoramique électrique (en option).

Cette année-là, la Golf GTI dépasse 1 000 000 exemplaires et 12 000 000 (tous modèles confondus). 
Février 1990 : commercialisation de la Golf G60 (1 800 cm3 développant 160 Ch pour une vitesse max de 216 km/h) à un prix de 135 750 F.
Elle se distingue par:
- un compteur gradué jusqu'à 260 (comme la 16S).
- des jantes aluminium 15' de la version Rallye (ou des BBS) avec de pneus en 185/55 VR15,
- la direction assistée,
- l'ABS, l'antipatinage EDS (en option, peut être d'origine sur les modèles étranger?),
- un sigle G60 rouge sur la calandre et sur la jupe arrière,
- des extensions d'ailes plus larges à l'avant et à l'arrière,
- des disques de frein avant de 280 mm (identique à la Golf 3 VR6 par la suite),
- un disque d'embrayage plus grand,
- un pare-brise collé et non fixé.

En option :
- lave-phares : 1 360 F,
- filtre à pollen,
- rétroviseurs électriques : 2 280 F,
- toit ouvrant mécanique : 1 640 F,
- toit ouvrant électrique,
- réglages des ceintures en hauteur (option sur les modèles 3 portes),
- compteur digital,
- réglage des phares en hauteurs,
- régulateur de vitesse,
- sellerie cuir chauffante : 12 530 F,
- climatiseur : 9 840 F,
- blocage de différentiel avant : 2 080 F,
- banquette arrière rabattable séparément : 2 080 F,
- banquette avec appuie têtes arrière,
- peinture métallisée : 1 640 F,
- peinture métallisée : 2 880 F.

Au cours de l'année 1990, la deuxième version limitée de la Golf GTI 16S débarque sur le marché français. Il s'agit de la Golf Edition One.
Elle se distingue par : 

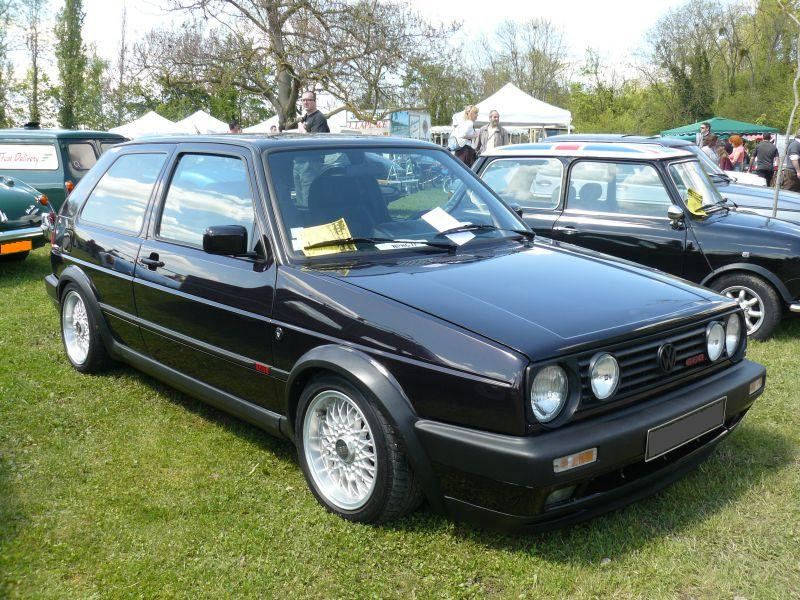
Volkswagen Golf GTI G60 Edition One

- des jantes alu BBS RM en 15' (pneus en 195/50 VR 15),
- un toit ouvrant mécanique (sur certains modèles étranger, il peut ne pas y en avoir),
- les vitres électriques,
- la direction assistée,
- un volant et un pommeau de vitesse en cuir,
- une sellerie spécifique ainsi que la moquette, le tout en bleu maurice (sièges Recaro en option),
- les rétroviseurs extérieurs de couleur carrosserie,
- les vitres latérales arrière et la lunette arrière sont chromatées,
- un logo adhésif « Edition One » sur le capot
- un logo « Wolfsburg Edition » sur les ailes avant,
- les feux arrière ont leur partie supérieure teintée de noire,
- les clignotants sont blancs à l’avant,
- la calandre ne dispose pas de liseré rouge.

Cette Golf est disponible uniquement en 3 portes (pour notre pays (ie. sans doute la France), mais existe en 5p syncro) et 3 couleurs de carrosserie : 
- noir brillant métallisé,
- gris Perle métallisé (AM 91) ou gris Quartz métallisé (AM 90),
- Bourgogne nacré (LC3U) .

### 1991
Fin 1991 : fin de commercialisation de la Golf 2 après une production de 6 301 000 unités.

## Modèles

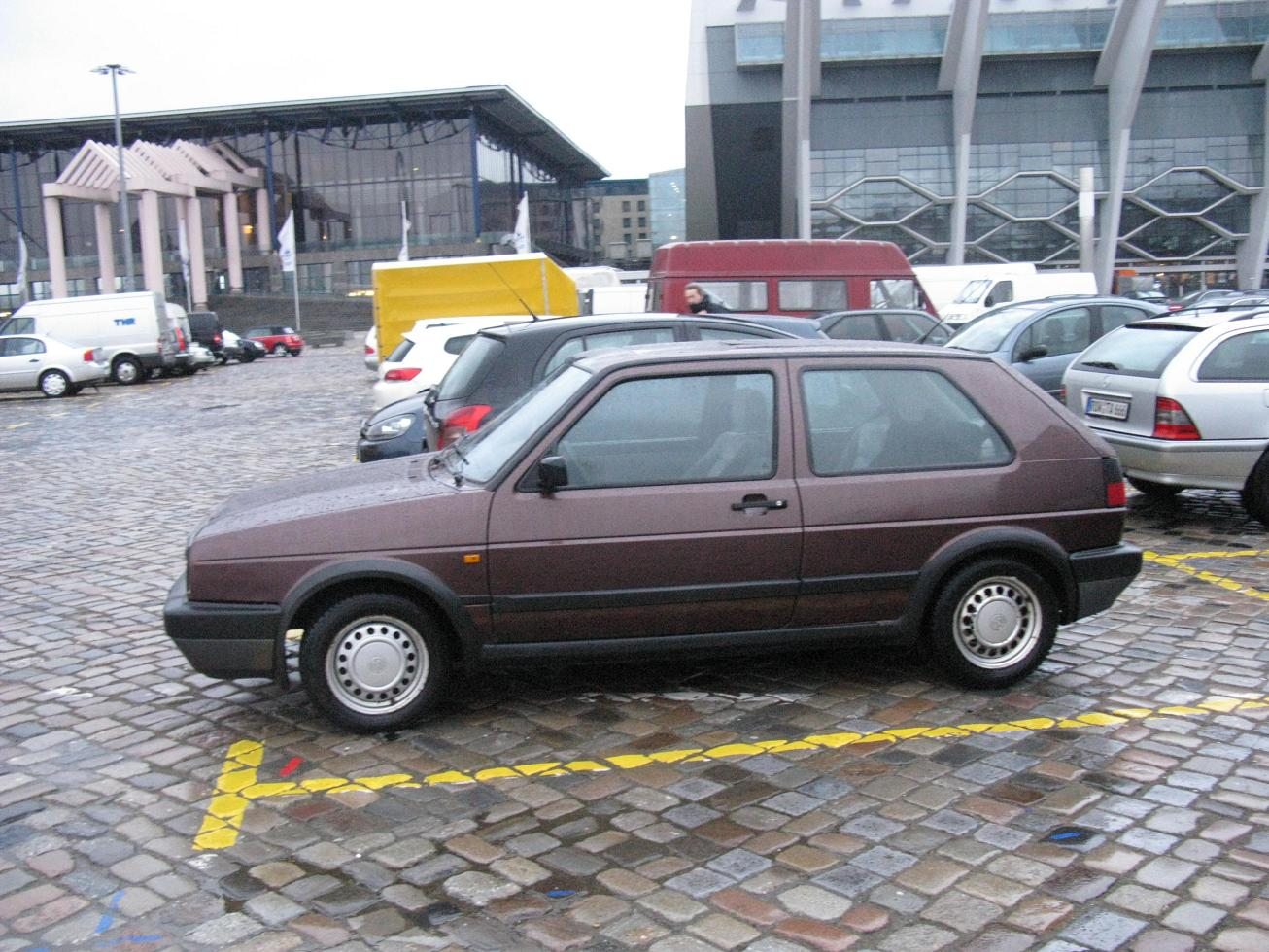
Volkswagen Golf II

La Golf II était disponible en carrosseries 3 ou 5 portes à hayon. Les variantes berline à 2 ou 4 portes étaient vendues sous le nom de Volkswagen Jetta. Aucune version cabriolet ne fut développée sur la Golf II ; au lieu de cela, la Golf I cabriolet continua d'être produite, subissant seulement quelques modifications mineures.
Les niveaux de finitions se nommaient base, C, CL et GL avec un haut de gamme nommé Carat (jusqu'en 1986) puis GT (en 1987) . En Amérique du Nord, il existait seulement un modèle de base avant 1986, puis les modèles GL et GT furent ajoutés en 1987 jusqu'en 1990 ou ne subsista que la GL jusqu'à la fin de vie du modèle. Le modèle GTI fut vendu de 1985 à 1987 puis de 1990 à 1992, et la GTI 16v de 1987 à 1992. Au Japon la gamme se composait des finitions Ci/CLi/GLi partageant le même quatre cylindres 1,6 litre, remplacé peu après par un 1,8 litre, tous deux catalysés. Au fil des années, de nombreuses éditions limitées sortirent sur différents marchés, distinguées par des retouches cosmétiques ou des équipements supplémentaires. En général, elles prenaient la forme de packs d'option destinés à rehausser les ventes du modèle de base (CL, GL, etc.) . Dans certains pays il existait une finition supplémentaire, nommée TX en Autriche, ou bien JX en Yougoslavie.

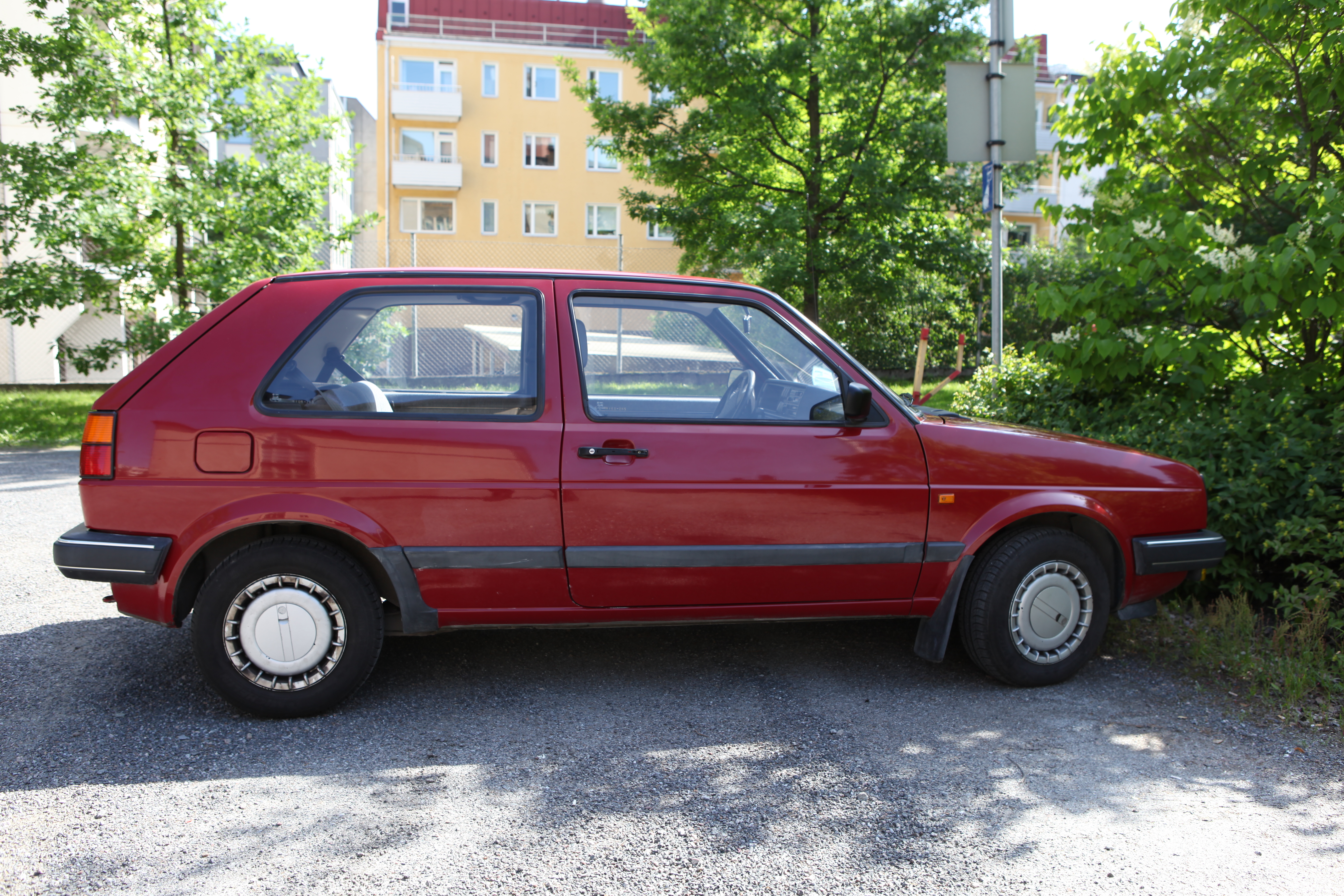
Volkswagen Golf II

Le moteur de base était un quatre cylindres en ligne 1050 cm3 ; les autres motorisations étaient des 1300, 1600 ou 1800 cm3 à essence et des 1600 cm3 diesel atmosphériques ou turbocompressés. En Amérique du Nord, toutes les Golf II possédaient un 1800 essence ou un 1600 diesel (la GTI, qui n'était pas considérée comme une Golf sur le marché nord-américain, disposant d'un deux litres) . 
La Golf II est la dernière génération de Golf à disposer de moteurs essence à carburateur, toutes les motorisations de la Golf III disposant de l'injection dès le lancement, afin de respecter la législation européenne stipulant qu'à partir de 1992, les véhicules essence devraient disposer d'un catalyseur ou de l'injection d'essence.

### Golf GTI & GTI 16S

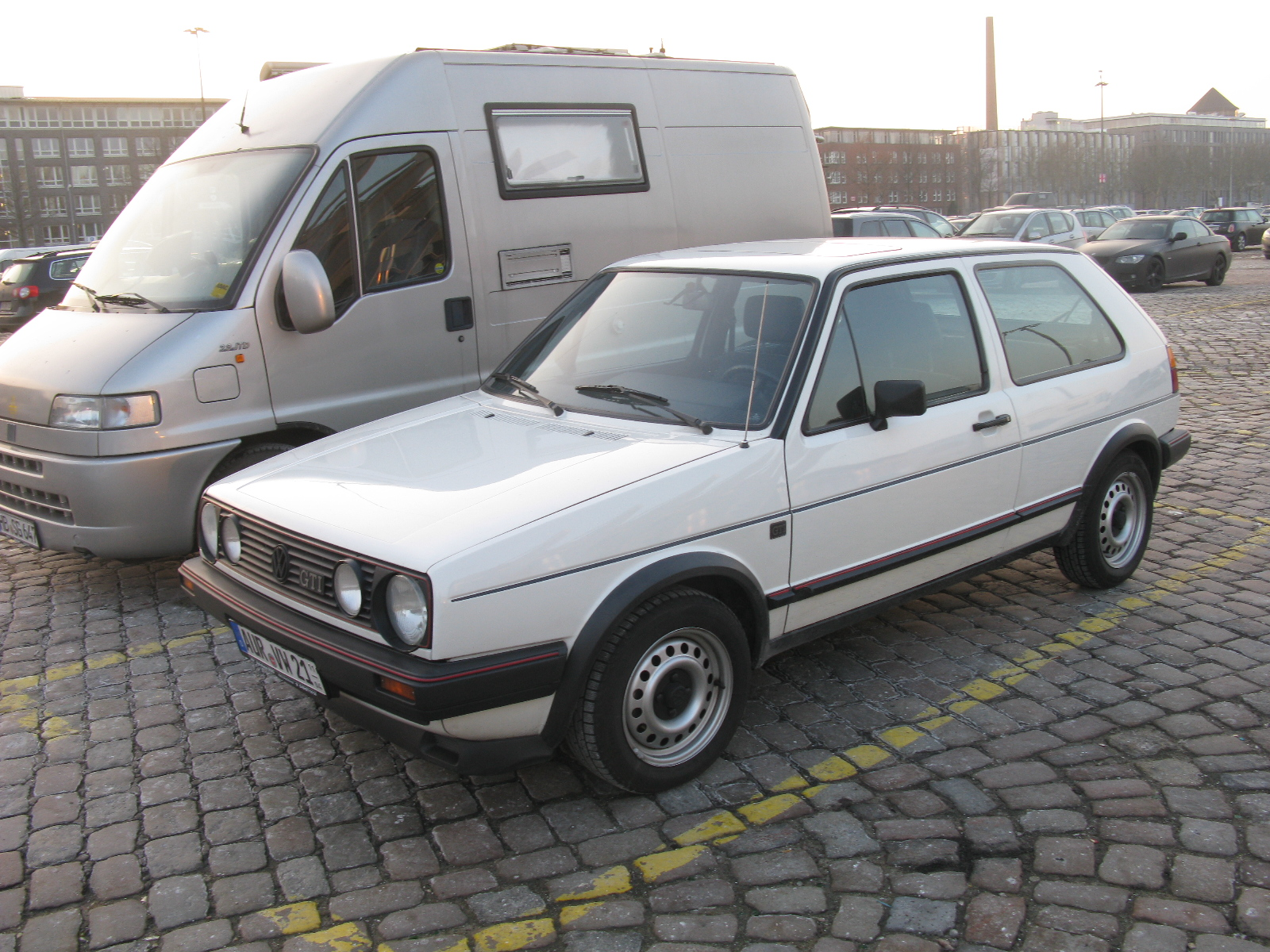
Volkswagen Golf II GTI

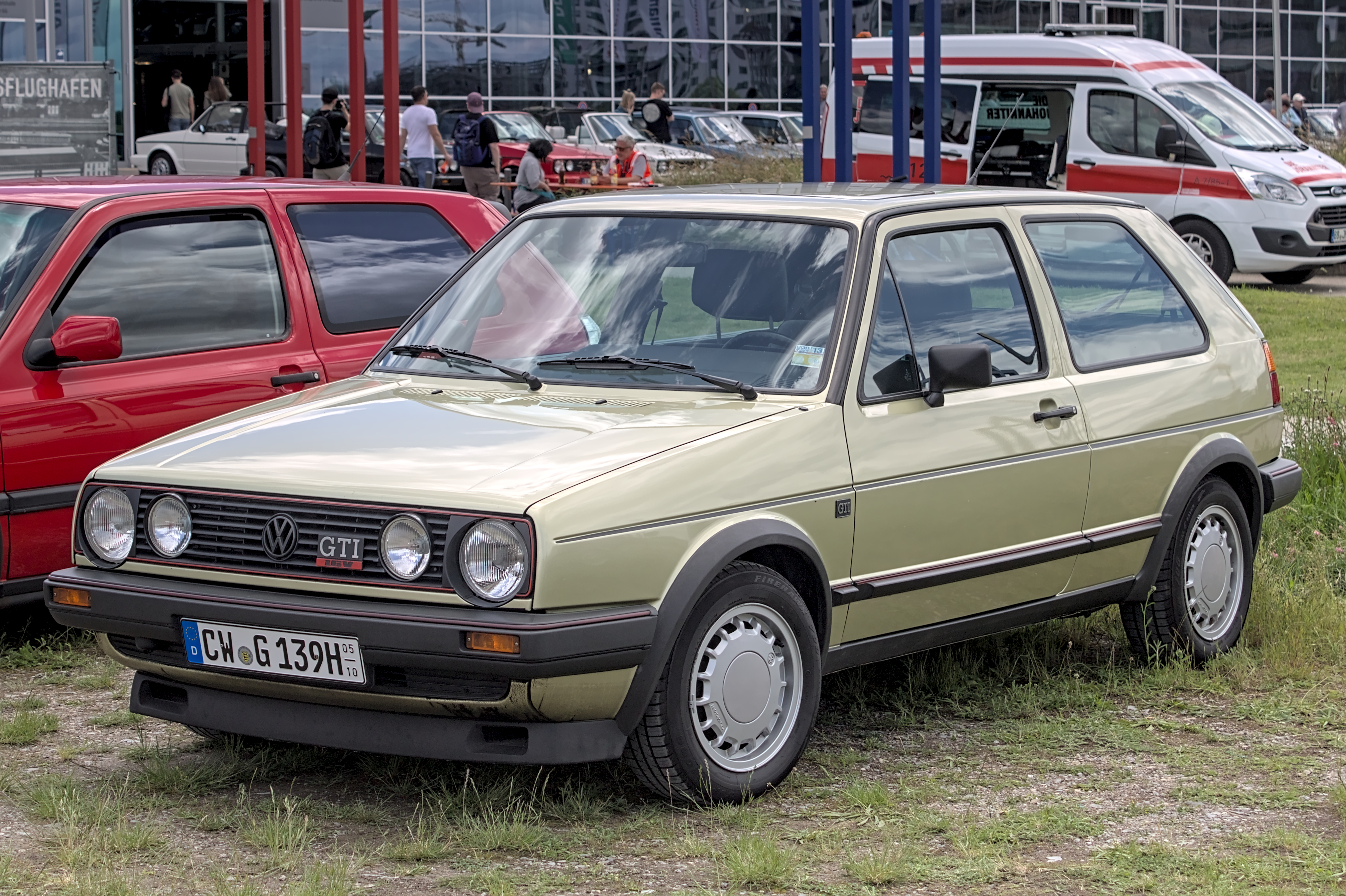
Volkswagen Golf GTI 16v

La saga Golf GTI (simplement GTI aux États-Unis) fut perpétuée par la deuxième génération en versions 3 et 5 portes. Comme les dernières GTI première génération, elle disposait d'un 1800 cm3 8 soupapes à injection délivrant 112 chevaux. 
En 1986 (année-modèle 1987 en Amérique du Nord) une Golf GTI 16S (GTI 16V aux États-Unis) fut ajoutée à la gamme. Dans cette version, le 1800 16 soupapes délivrait désormais jusqu'à 139 chevaux (129 chevaux avec catalyseur) et la voiture se distinguait de la version normale par de discrets badges "16S" rouges et noirs. Les GTI nord-américaines furent équipées plus tard d'un 2,0 16v différent, emprunté à la Passat et à la Corrado européenne.  
En Août 1989, comme la Golf classique, la GTI subit un restylage, les gros pare-chocs aux normes américaines devenant notamment standards. En 1990, la version G60 fut ajoutée, disposant d'un 1800 cm3 8 soupapes avec un compresseur en G, et développant 160 chevaux. Cette version ne doit pas être confondue avec la rarissime G60 Limited (lire ci-dessous).

### Golf Syncro
En février 1986, Volkswagen présenta la première Golf à quatre roues motrices. Cette Golf Syncro était disponible seulement en 5 portes avec le 1800 cm3 développant d'abord 89 puis 97 chevaux. Sa transmission intégrale avait été développée en Autriche avec Daimler-Steyr-Puch et utilisait un visco-coupleur et une distribution variable entre l'essieu avant et l'essieu arrière, jusqu'à 48 % du couple pouvant être envoyé à l'arrière. À cause de son prix élevé (en 1986, la Syncro coûtait 30 % plus cher qu'un modèle traction équivalent) , le modèle se vendit mal, et est aujourd'hui assez rare : entre 1986 et 1989, seules 26 000 Syncro furent construites. 
Le système quatre roues motrices était entièrement automatique et très peu visible. La voiture se distinguait seulement à l'arrière par de discrets badges "Syncro". Aucun compteur ou bouton n'avait été ajouté à l'intérieur. La transmission était raccourcie afin de masquer l'embonpoint de 160 kg causé par le poids de la transmission. La banquette arrière était avancée de 30 mm et le plancher de coffre était relevé, diminuant la capacité d'emport de 25 % par rapport à une Golf classique.

### Golf Rallye

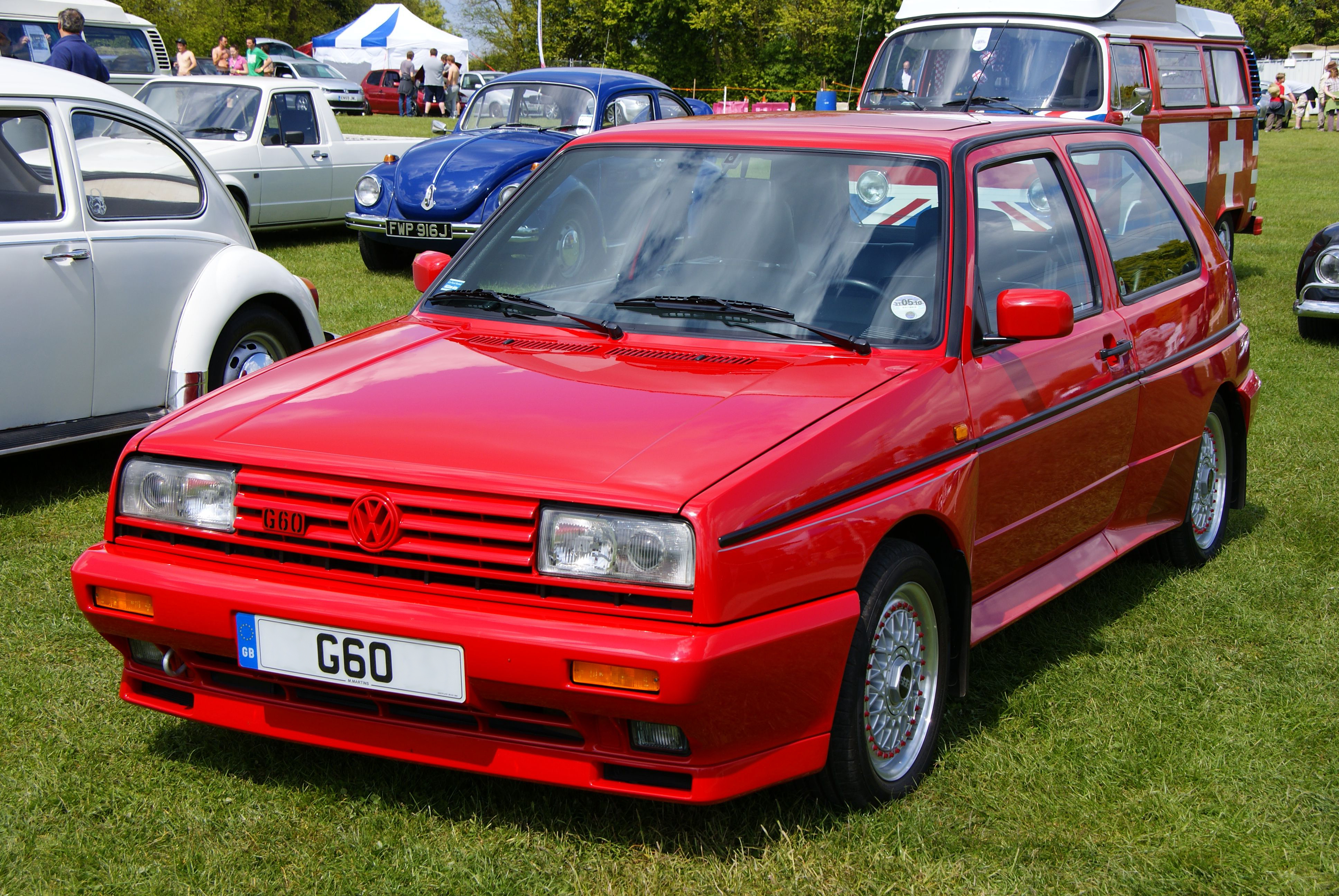
VW Golf Rallye

En 1989 apparut la Golf Rallye, désignée comme une version destinée à l'homologation en rallye. Elle se distinguait par ses ailes massivement gonflées (similaires à celles de l'Audi Quattro, de la BMW M3 E30 et de la Lancia Delta Integrale) et ses projecteurs rectangulaires. Ce modèle disposait de la transmission Syncro, d'une transmission par câble et d'un moteur à compresseur en G de 1763 cm3 dérivé du 1800 de la G60 (la cylindrée ayant été descendue afin de se conformer aux règles d'équivalence en rallye).
Cinq cents voitures furent produites à l'usine de Bruxelles, vendue à un prix de 50 000 Deutschmarks, soit environ le double d'une Golf normale. La Rallye développait 161 chevaux.
Aucun de ces exemplaires ne fut officiellement vendu aux États-Unis. Deux furent officiellement envoyés pour y être testés, rejoints bientôt par cinq autres. Le vice-président de Volkswagen of America, James Fuller, était partisan d'un ajout à la gamme américaine. Cependant Fuller mourut en décembre 1988 à bord du vol 103 Pan Am, qui explosa au-dessus de Lockerbie en Écosse après qu'une bombe placée par des terroristes libanais a explosé dans la soute ; cette mort limita dès lors les chances de la Golf Rallye de se voir importée en Amérique du Nord.
Volkswagen of America décida par la suite que la Golf Rallye serait trop chère pour le marché américain, où Volkswagen était considéré comme un constructeur low-cost.

### Golf 2 G60 Limited

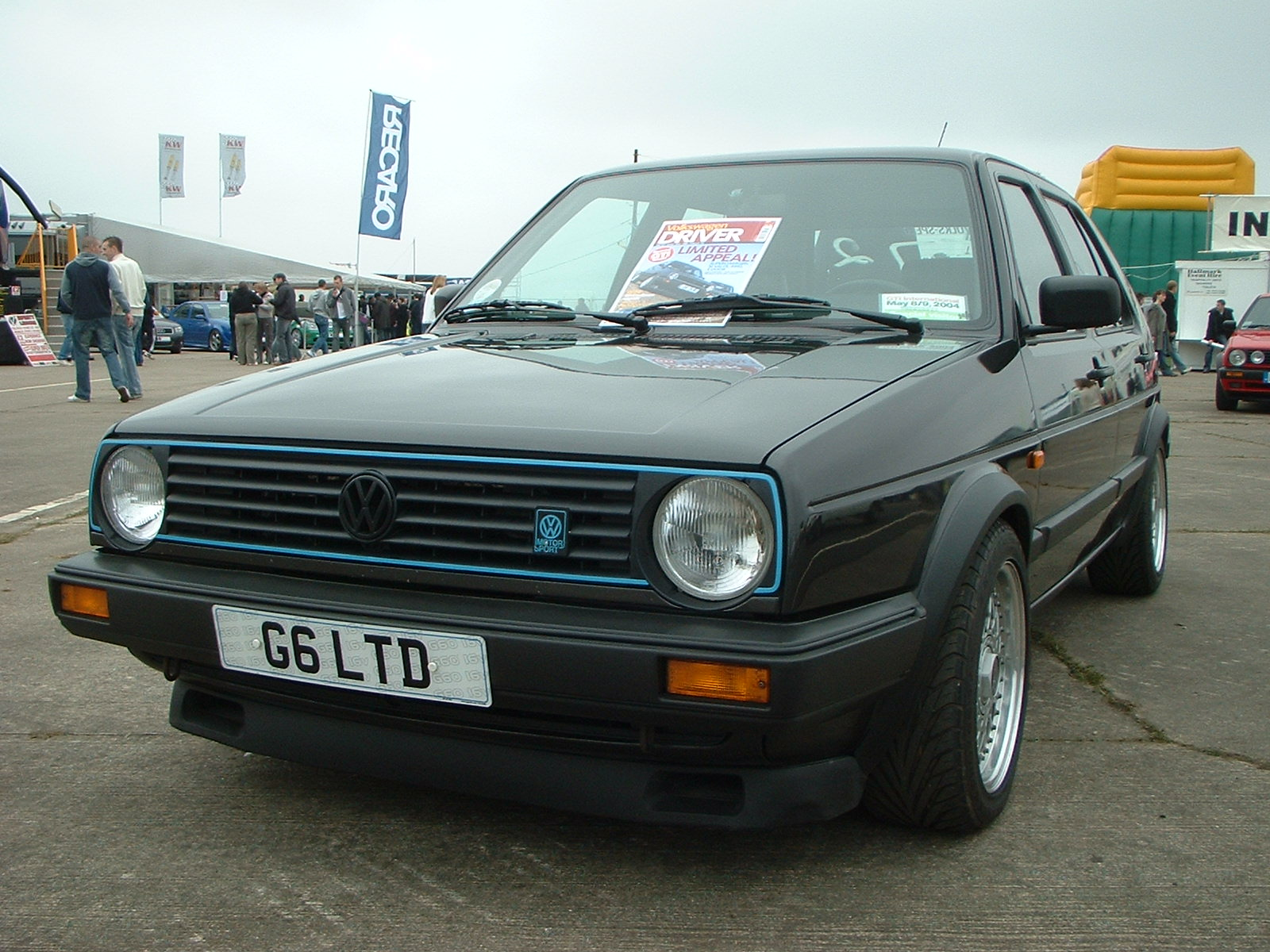
Volkswagen Golf Limited

Une version extrêmement rare de la Golf existe, combinant toutes les options haut de gamme disponibles (intérieur cuir, sièges et vitres électriques, ABS, direction assistée et toit ouvrant) avec la plateforme de la Golf Rallye. Dessinées et construites à la main par la division Volkswagen Motorsport, seules 71 Golf 2 G60 Limited furent produites. Cette version disposait d'une version à compresseur G60 du quatre cylindres 16 soupapes, d'une transmission "sport" et de la transmission intégrale Syncro. Ces voitures furent pour la plupart construites en carrosserie 5 portes à cause de la solidité du châssis de cette version, même si des 3 portes furent aussi produites. Au niveau de l'apparence, la Limited disposait de jantes BBS RM012, de pare-chocs type US, d'une grille de calandre à seulement deux phares entourée d'un liseré bleu, d'un logo VW peint en noir ainsi que de celui de VW Motorsport, de feux arrière foncés de marque Hella et d'une plaque numérotée spécifique. En 1989, ces véhicules coûtaient environ 68 500 DM et étaient vendues en priorité aux responsables et aux cadres de VAG. Ils délivraient une puissance de 207 chevaux et passaient de 0 à 100 km/h en 6,4 secondes, faisant de cette version la Golf la plus puissante de l'histoire de la marque, jusqu'à ce que VW sorte la Golf IV R32 forte de 241 chevaux en 2003.

### Golf Country

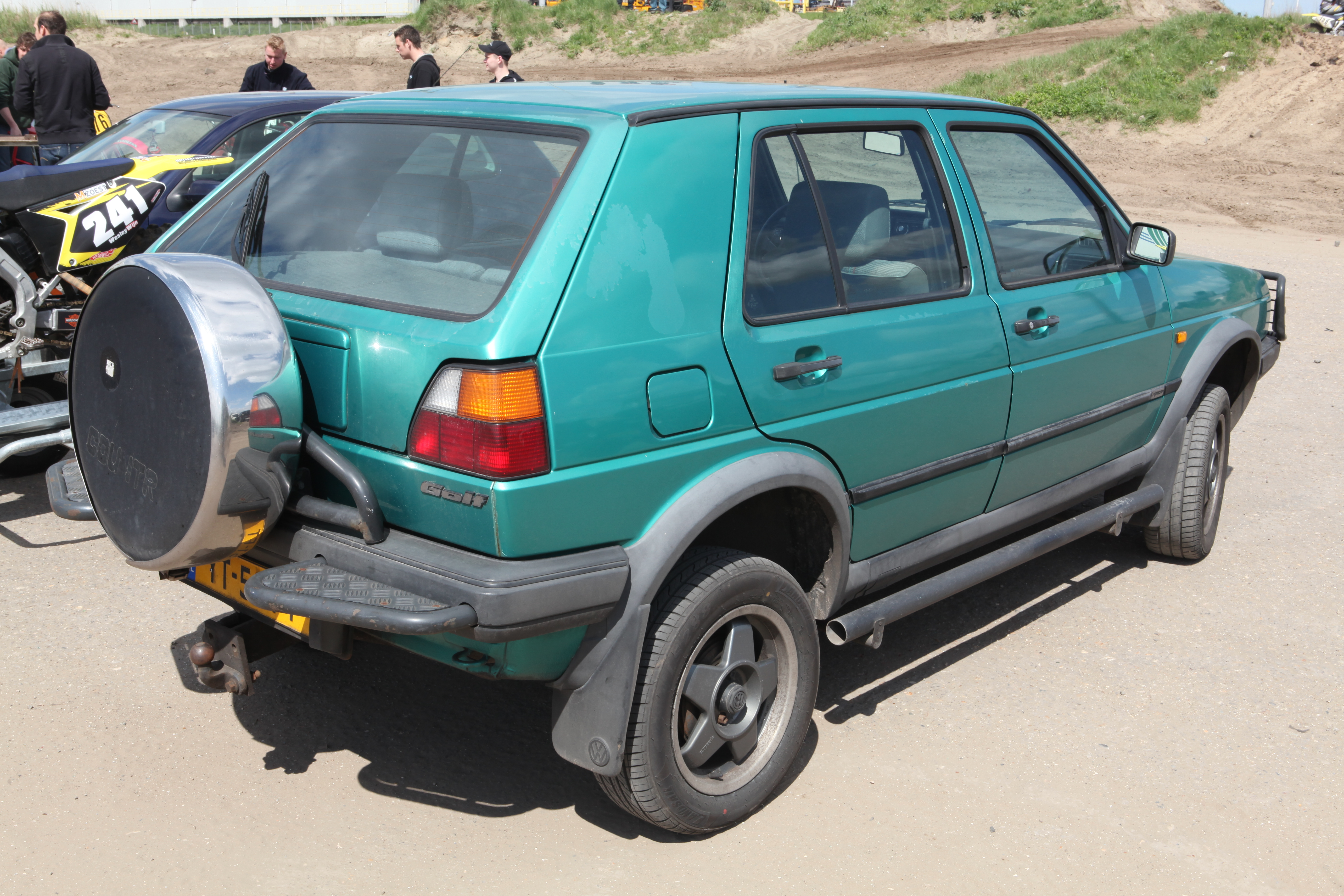
Volkswagen Golf Country (1990)

En 1990-1991 fut commercialisée une version appelée Golf Country, produite à 7 735 exemplaires, construite par Steyr-Puch en Autriche et spécifiquement étudiée pour la conduite tout-terrain. Elle se distinguait par un débattement de suspension accru, une transmission intégrale Syncro, une garde au sol augmentée de 21 cm, des pare-buffles avant et arrière, une plaque protégeant le moteur ainsi que la transmission montée sous la voiture ainsi qu'une roue de secours montée sur le coffre.
En Europe, elle disposait du moteur 1800 cm3 8v délivrant une puissance de 98 chevaux. Furent aussi produites 1500 Country  Allround, possédant une finition simplifiée et dépourvues des équipements luxueux comme le volant en cuir ou les vitres électriques ; 558 Country Chrompaket, disposant de pare-buffles chromés, d'un toit ouvrant et d'un intérieur cuir et 50 Country GTI équipées du 1.8 de 114 chevaux de la Golf GTI, vendues exclusivement au personnel VW. La Golf Country connut un réel succès dans les régions montagneuses des Alpes notamment.

### Golf II citySTROMer
En 1984, Volkswagen, avec l'aide de RWE, lança la seconde génération de Golf citySTROMer, une version électrique de la Golf II. Il s'agissait du premier véhicule électrique produit par Volkswagen, car la première citySTROMer n'était qu'un prototype. Le véhicule possédait une autonomie d'environ 50 km et utilisait 16 batteries à électrolyte placées dans le coffre et sous les sièges arrière. Seules 100 citySTROMer Mk2 furent produites et vendues 45 000 DM l'unité, jusqu'à l'arrêt du véhicule en 1985. Le nom citySTROMer fut ensuite utilisé sur d'autres modèles, comme la Jetta citySTROMer ou bien la Golf III citySTROMer.

## Motorisations
| Moteur             | Type Code                     | Alimentation                     | Suralimentation                | Cylindrée | Puissance            | Couple                 | Boîte | Transmission          | Vitesse max. | Poids    | cv | Remarques |
| ------------------ | ----------------------------- | -------------------------------- | ------------------------------ | --------- | -------------------- | ---------------------- | ----- | --------------------- | ------------ | -------- | -- | --- |
| Moteurs Essence    |                               |                                  |                                |           |                      |                        |       |                       |              |          |    | |
| 1.3                | 4 cylindres en ligne - 8S MH  | Carburateur 2E3 double corps     | -                              | 1 272 cm3 | 54 ch à 5200 tr/min  | 9,8 mkg à 3400 tr/min  | BVM4  | Traction              | 157 km/h     | 845 kg   | 6  | - |
| 1.6                | 4 cylindres en ligne - 8S EZ  | Carburateur 2E2 double corps     | -                              | 1 595 cm3 | 75 ch à 5000 tr/min  | 12,7 mkg à 2500 tr/min | BVM5  | Traction              | 167 km/h     | 870 kg   | 6  | - |
| 1.8                | 4 cylindres en ligne - 8S GU  | Carburateur 2E2 double corps     | -                              | 1 781 cm3 | 90 ch à 5200 tr/min  | 14,8 mkg à 3300 tr/min | BVM5  | Traction ou intégrale | 178 km/h     | 880 kg   | 7  | Il y eut une version de ce moteur avec 9 cv fiscaux sur la GT de 1987                                                          |
| 1.8                | 4 cylindres en ligne - 8S     | Carburateur 2E2 double corps     | -                              | 1 781 cm3 | 90 ch à 5200 tr/min  | 14,8 mkg à 3300 tr/min | BVM5  | Intégrale             | 177 km/h     | 1 070 kg | 10 | Seulement sur Golf syncro |
| 1.8                | 4 cylindres en ligne - 8S 1P  | Injection électronique Digifiant | -                              | 1 781 cm3 | 98 ch à 5400 tr/min  | 14,6 mkg à 3400 tr/min | BVM5  | Intégrale             | 163 km/h     | 1 115 kg | 10 | Seulement sur Golf country |
| 1.8 GTI 8S         | 4 cylindres en ligne - 8S EV  | Injection Bosch K-Jetronic       | -                              | 1 781 cm3 | 112 ch à 5500 tr/min | 15,8 mkg à 3100 tr/min | BVM5  | Traction ou intégrale | 191 km/h     | 920 kg   | 9  | De 1984 à 1987 |
| 1.8 GTI 8S         | 4 cylindres en ligne - 8S PB  | Injection électronique Digifiant | -                              | 1 781 cm3 | 112 ch à 5500 tr/min | 15,8 mkg à 3100 tr/min | BVM5  | Traction              | 191 km/h     | 920 kg   | 9  | De 1987 à fin de production |
| 1.8 GTI 16S        | 4 cylindres en ligne - 16S KR | Injection Bosch K-Jetronic       | -                              | 1 781 cm3 | 139 ch à 6300 tr/min | 17,1 mkg à 4600 tr/min | BVM5  | Traction              | 208 km/h     | 960 kg   | 9  | - |
| 1.8 G60            | 4 cylindres en ligne - 8S 1H  | Injection électronique Digifiant | Compresseur G + intercooler    | 1 763 cm3 | 160 ch à 5600 tr/min | 23,0 mkg à 3800 tr/min | BVM5  | Intégrale             | 211 km/h     | 1 195 kg | 8  | Seulement sur Golf rallye |
| 1.8 G60            | 4 cylindres en ligne - 8S PG  | Injection électronique Digifiant | Compresseur G + intercooler    | 1 763 cm3 | 160 ch à 5600 tr/min | 23,0 mkg à 3800 tr/min | BVM5  | Intégrale             | 211 km/h     | 1 195 kg | 8  | Seulement sur Golf GTI G60 syncro                                                                                              |
| 1.8 G60            | 4 cylindres en ligne - 8S PG  | Injection électronique Digifiant | Compresseur G + intercooler    | 1 781 cm3 | 160 ch à 5600 tr/min | 23,0 mkg à 3800 tr/min | BVM5  | Traction              | 218 km/h     | 1 080 kg | 8  | - |
| 1.8 16G            | 4 cylindres en ligne - 16S 3G | Injection électronique Digifiant | Compresseur G + intercooler    | 1 781 cm3 | 210 ch à 6500 tr/min | 25,7 mkg à 5000 tr/min | BVM5  | Intégrale             | 231 km/h     | 1 275 kg | -  | Série sur Golf limited, à la demande à la place d'un g60 en sortie concession sur Golf rally, Passat 35i syncro, Corrado, etc. |
| Moteurs Diesel     |                               |                                  |                                |           |                      |                        |       |                       |              |          |    | |
| 1.6D               | 4 cylindres en ligne - 8S JP  | Injection indirecte mécanique    | -                              | 1 588 cm3 | 54 ch à 4800 tr/min  | 10,2 mkg à 2300 tr/min | BVM5  | Traction              | 148 km/h     | 910 kg   | 5  | - |
| 1.6TD              | 4 cylindres en ligne - 8S 1V  | Injection indirecte mécanique    | Turbocompresseur               | 1 588 cm3 | 60 ch à 4500 tr/min  | 11,3 mkg à 2400 tr/min | BVM5  | Traction              | 151 km/h     | 930 kg   | 5  | Modèle catalysé |
| 1.6TD              | 4 cylindres en ligne - 8S JR  | Injection indirecte mécanique    | Turbocompresseur               | 1 588 cm3 | 70 ch à 4500 tr/min  | 13,5 mkg à 2600 tr/min | BVM5  | Traction              | 163 km/h     | 1 012 kg | 4  | - |
| 1.6 TD intercooler | 4 cylindres en ligne - 8S RA  | Injection indirecte mécanique    | Turbocompresseur + intercooler | 1 588 cm3 | 80 ch à 4500 tr/min  | 15,5 mkg à 2600 tr/min | BVM5  | Traction              | 169 km/h     | 1 020 kg | 4  | - |

## Résultats sportifs durant la seconde moitié des années 1980

### Titres (circuits et rallyes)
Championnat d'Espagne de vitesse sur circuit - Tourisme conducteurs (1984 et 1985, Francisco Romeo; 1987, Luis Miguel Arias);

Championnat du monde des rallyes Groupe A (1986, Kenneth Eriksson);
      
Championnat FIA des pilotes deux-roues motrices (1987, Eriksson);

Championnat d'Allemagne des rallyes (1991, Erwin Weber);

3e du championnat du monde des rallyes constructeurs (1986 Volkswagen; 4e en 1987);

3e du championnat FIA des pilotes deux-roues motrices (1986, Franz Wittmann sr.);

### Victoire (1) et podiums (7) en WRC
- Rallye de Côte d'Ivoire 1987 (Kenneth Eriksson);
  - 2e du rallye de Nouvelle-Zélande 1987 (Eriksson);
  - 3e du rallye du Portugal 1987 (Eriksson);
  - 3e du rallye d'Argentine 1987 (Erwin Weber);
  - 3e du rallye de Côte d'Ivoire 1987 (Weber);
  - 3e du rallye Safari 1989 (Stig Blomqvist);
  - 3e du rallye de Nouvelle-Zélande 1990 (Weber);

(nb: Volkswagen officiellement engagé de 1984 à 1990, avec chronologiquement pour pilotes K. Grundel, J. Kleint, F. Wittmann sr., E. Weber, K. Eriksson, L-E. Torph, et Stig Blomqvist)

### Autres (ERC)

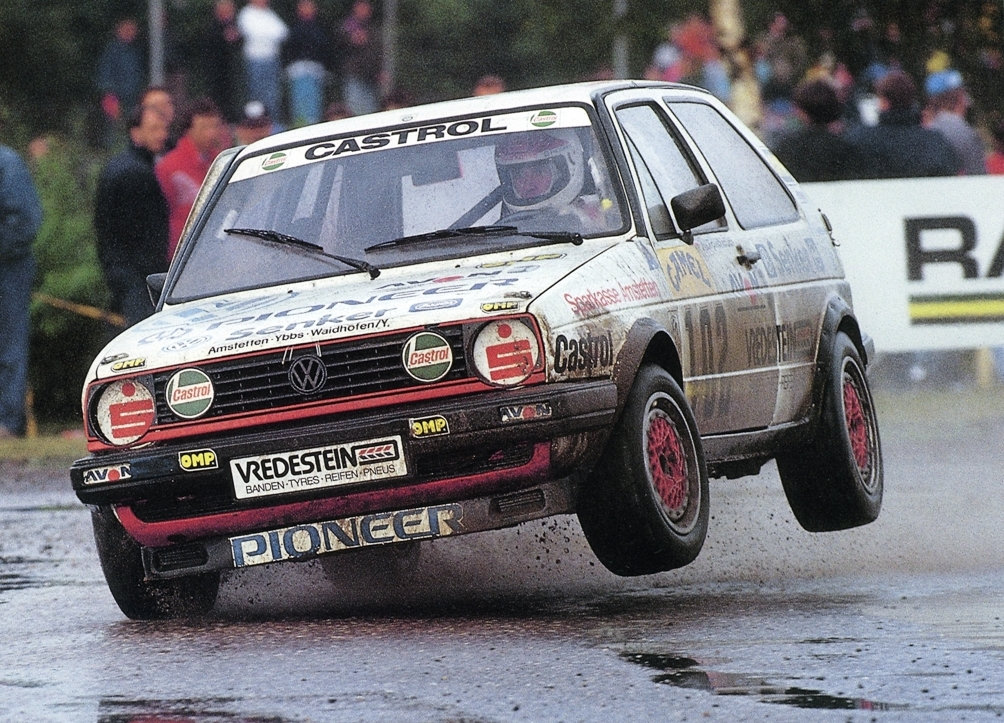
L'Autrichien sur VW Golf GTi 16V en 1989 au circuit de Valkenswaard (rallycross européen).

- Rallye de Yougoslavie 1985 (Jochi Kleint);
- Rallye hivernal de Saxe 1986 (Kleint);
- Rallye d'Allemagne 1987 (Kleint);
- Rallye de Bohême 1988 (Erwin Weber), 1989 et 1990  (Raimund Baumschlager);
  - 2e du rallye de Tchécoslovaquie 1989 (Baumschlager);
  - 5e du Tour de Corse 1990 (Baumschlager - privé en WRC);
- Rallye Semperit 1991 (Baumschlager);
- Rallye de Basse-Saxe 1991 (Weber);
- Rallye de Hesse 1991 (Weber);
- Rallye de Hunsrück 1991 (Weber);
  - 2e du rallye d'Allemagne 1991 (Weber).

(nb: Elisabeth de Fresquet obtient la Coupe des Dames du Rallye Monte-Carlo 1982, avec une Golf I GTi; en 1983 et 1984 le norvégien Egil Stenshagen devient double Champion d'Europe de rallycross sur Golf I GTi 1.8. -Alexandre Theuil le devient en France en 2006 sur Golf IV WRC-)

### Autres
- Course de côte du Mont Washington 1990 (O'Neil).